# Raphiglossa eumenoides
Raphiglossa eumenoides är en stekelart som beskrevs av S.Saunders 1850. Raphiglossa eumenoides ingår i släktet Raphiglossa och familjen Eumenidae. Utöver nominatformen finns också underarten R. e. caucasica.